# Le Tréhou
Cet article possède un paronyme, voir Le Trévoux.
Le Tréhou [lə tʁeu] est une commune du département du Finistère, dans la région Bretagne, en France.

## Géographie
Le Tréhou est située dans le centre nord du département du Finistère, à l'ouest des monts d'Arrée ; les altitudes les plus élevées se trouvent dans la partie sud-est du finage communal, atteignant 172 mètres à l'est-nord-est de Bodénan, mais descendant jusqu'à 36 mètres dans la partie aval de la vallée du fleuve côtier la Mignonne (ce cours d'eau limite au nord la commune), à l'ouest de la commune ; le bourg est vers 97 mètres d'altitude. Les vallées de la Mignonne et de plusieurs de ses petits affluents de rive gauche, notamment le ruisseau du Moulin du Pont, qui ont leur source pour la plupart dans la commune, encaissées, échancrent assez profondément le territoire communal qui est très vallonné.
Le paysage rural est traditionnellement bocager avec un habitat dispersé en hameaux et fermes isolées.

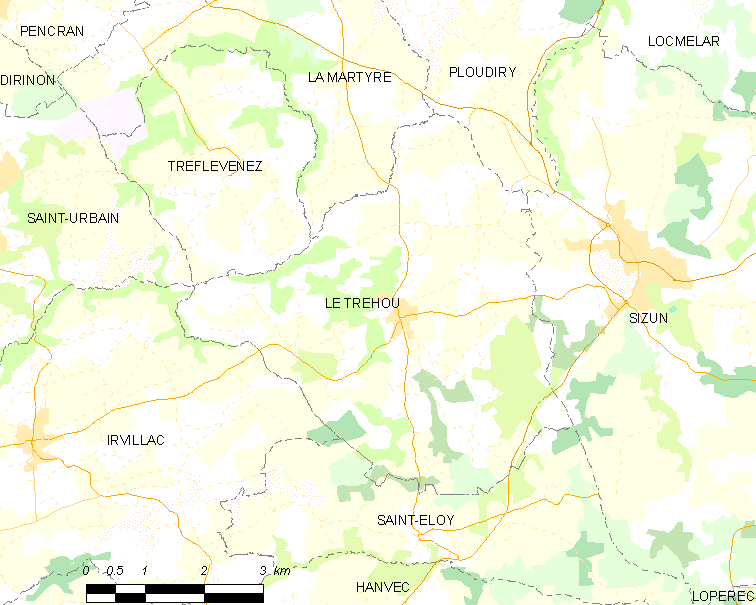
Carte de la commune du Tréhou.

| Tréflévénez  | La Martyre | Ploudiry |
| Saint-Urbain | du Tréhou  | Sizun    |
| Irvillac     | Saint-Eloy |          |

### Hydrographie
Pour un article plus général, voir Réseau hydrographique du Finistère.
La commune est située dans le bassin Loire-Bretagne. Elle est drainée par la Mignonne, la Boissière et divers autres petits cours d'eau,.
La Mignonne, d'une longueur de 19 km, prend sa source dans la commune de Saint-Eloy et se jette  dans la Mer Celtique  à Daoulas, après avoir traversé six communes. 

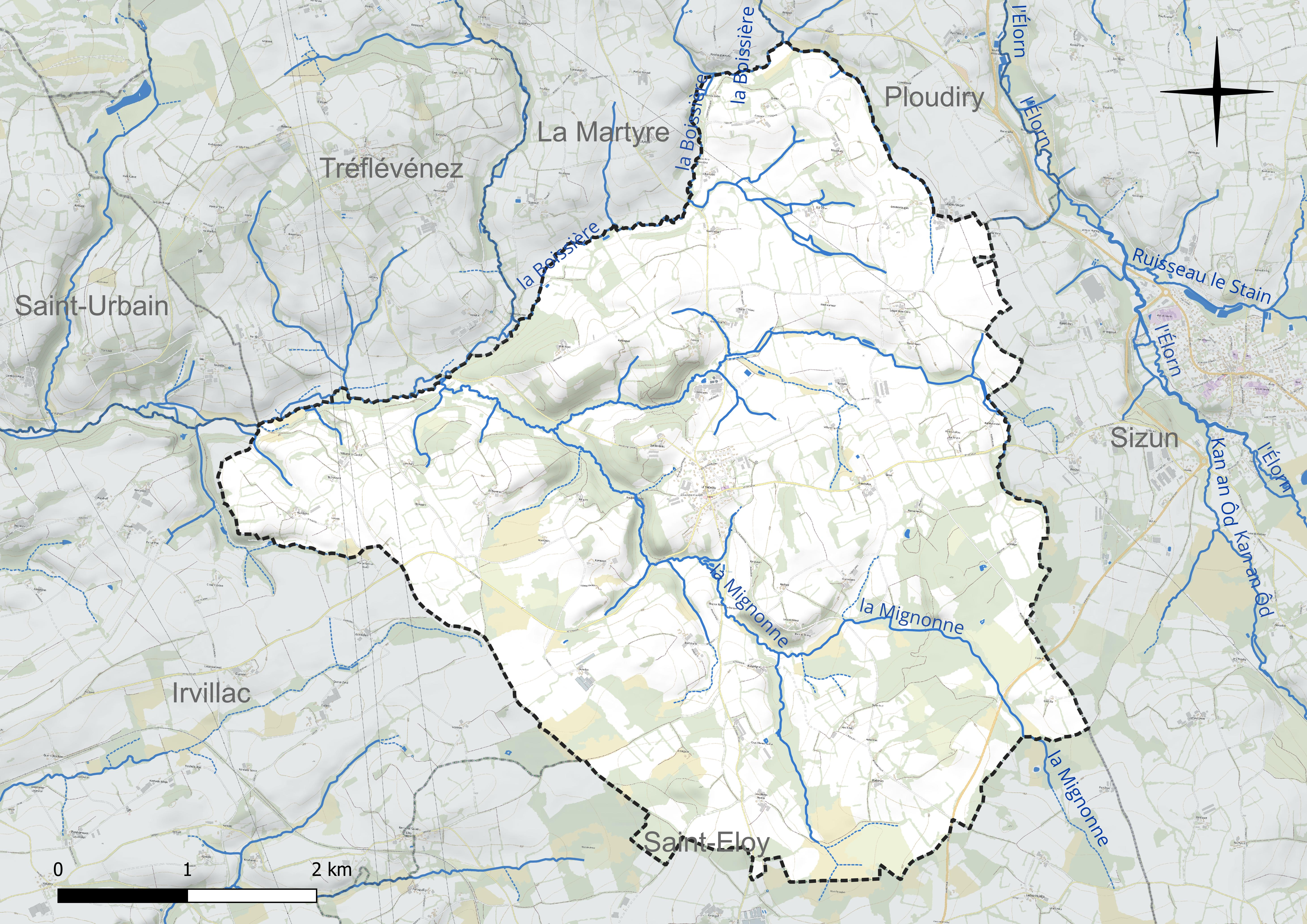
Réseau hydrographique du Tréhou.

### Climat
Pour des articles plus généraux, voir Climat de la Bretagne et Climat du Finistère.
En 2010, le climat de la commune est de type climat océanique franc, selon une étude du CNRS s'appuyant sur une série de données couvrant la période 1971-2000. En 2020, Météo-France publie une typologie des climats de la France métropolitaine dans laquelle la commune est exposée à un climat océanique et est dans la région climatique  Finistère nord, caractérisée par une pluviométrie élevée, des températures douces en hiver (6 °C), fraîches en été et des vents forts. Parallèlement l'observatoire de l'environnement en Bretagne publie en 2020 un zonage climatique de la région Bretagne, s'appuyant sur des données de Météo-France de 2009. La commune est, selon ce zonage, dans la zone « Monts d'Arrée », avec des hivers froids, peu de chaleurs et de fortes pluies.  
Pour la période 1971-2000, la température annuelle moyenne est de 11,2 °C, avec  une amplitude thermique annuelle de 10,5 °C. Le cumul annuel moyen de précipitations est de 1 080 mm, avec 15,4 jours de précipitations en janvier et 8,4 jours en juillet. Pour la période 1991-2020, la température moyenne annuelle observée sur la station météorologique la plus proche, située sur la commune de Sizun à 4 km à vol d'oiseau, est de 11,2 °C et le cumul annuel moyen de précipitations est de 1 345,3 mm,. Pour l'avenir, les paramètres climatiques de la commune estimés pour 2050 selon différents scénarios d'émission de gaz à effet de serre sont consultables sur un site dédié publié par Météo-France en novembre 2022.

## Urbanisme

### Typologie
Au 1er janvier 2024, Le Tréhou est catégorisée commune rurale à habitat dispersé, selon la nouvelle grille communale de densité à 7 niveaux définie par l'Insee en 2022.
Elle est située hors unité urbaine et hors attraction des villes,.

### Occupation des sols
L'occupation des sols de la commune, telle qu'elle ressort de la base de données européenne d'occupation biophysique des sols Corine Land Cover (CLC), est marquée par l'importance des territoires agricoles (76,5 % en 2018), en augmentation par rapport à 1990 (75,5 %). La répartition détaillée en 2018 est la suivante : 
zones agricoles hétérogènes (35,6 %), terres arables (34,9 %), forêts (19,1 %), prairies (5,9 %), milieux à végétation arbustive et/ou herbacée (2,9 %), zones urbanisées (1,5 %). L'évolution de l'occupation des sols de la commune et de ses infrastructures peut être observée sur les différentes représentations cartographiques du territoire : la carte de Cassini (XVIIIe siècle), la carte d'état-major (1820-1866) et les cartes ou photos aériennes de l'IGN pour la période actuelle (1950 à aujourd'hui).

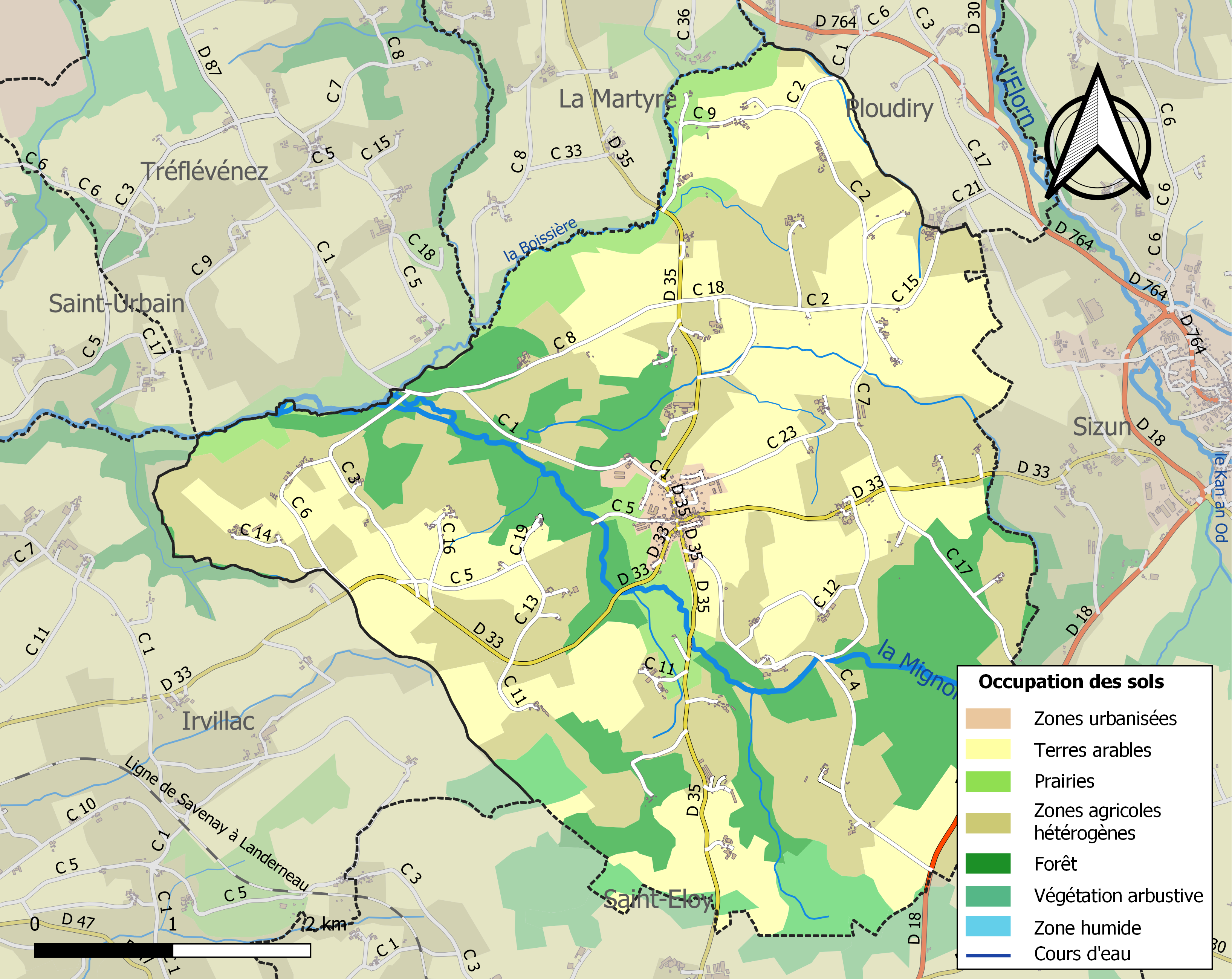
Carte des infrastructures et de l'occupation des sols de la commune en 2018 (CLC).

## Toponymie
Le nom de la paroisse apparaît au XIVe siècle. Le Tréhou est probablement issu du morcellement de la grande paroisse de l'Armorique primitive de Ploudiry.
Le nom de la localité est attesté sous les formes Treffou vers 1330, Trevou en 1363, Treffvou en 1446, Treffou en 1467 et 1618, Treffuou en 1481 et Le Treffvou en 1521.
Le Tréhou vient du breton trevou (« trève », subdivision de la paroisse). On dit aussi traditionnellement en breton an Treoù Leon pour distinguer Le Tréhou de la commune du Trévoux qui se dit an Treoù Kerne car celle-ci est située en Cornouaille).

## Histoire

### Origines, Préhistoire et Antiquité

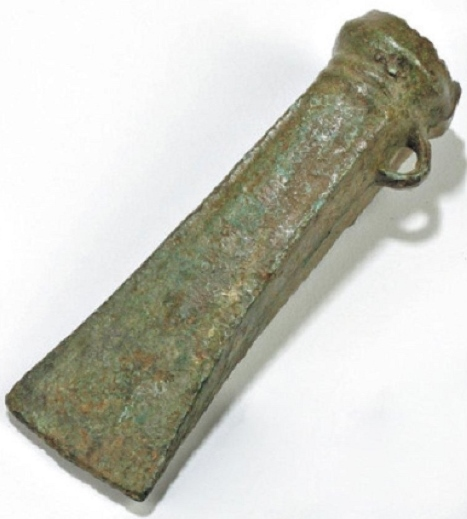
Hache à douille de type Le Tréhou du dépôt de Guesman datant de l'âge du bronze final.

La naissance du village se situe entre 1800 et 800 ans av. J.-C. Un dépôt de 900 haches à douille datant de l'âge du bronze final a été trouvé à Guesman en 1958 (on pense qu'elles servaient de monnaie). Elles sont aujourd'hui exposées au Musée départemental breton à Quimper.
Les habitants n'étaient pas « d'irréductibles Gaulois » car les Romains s'y sont visiblement bien installés. Il existe, en effet, toujours des traces de leur présence. On peut les découvrir entre Reunguen et Brec'hoat. Mais nos valeureux ancêtres ont su tirer parti de cette occupation car les historiens les soupçonnent d'avoir habité certains camps fortifiés (Quillivinnec et Brec'hoat) jusqu'au Moyen Âge.

### Moyen Âge
En 1309, un miracle est attribué à saint Yves : sur les conseils de l'évêque de Léon Guillaume de Kersauzon, qui visitait alors la paroisse du Tréhou, une femme folle fut conduite « les membres liés, au tombeau du saint [à Tréguier], dans lequel elle pénétra par une petite ouverture pratiquée au chevet. Après y être entrée et y être demeurée quelques instants, elle en sortit libre » et avait retrouvé la raison. « De ce miracle ont été témoins un grand nombre de personnes ».
La paroisse du Tréhou faisait partie de l'archidiaconé de Léon relevant de l'évêché de Léon et était sous le vocable de Sainte-Pitère, sous le patronage de Sainte Piterre. Elle avait comme trèves Tréflévénez érigée en paroisse indépendante en 1801 et Tréveur (ou Trévéreur), qu'elle a absorbée.
La famille du Quiniou était seigneur du dit lieu en Le Tréhou, ainsi que du Rest en Dirinon ; cette famille fut présente aux réformations et montres entre 1446 et 1481 dans les évêchés de Léon et de Cornouaille (les Du Bot de Kermaria devinrent propriétaires de cette seigneurie par la suite) ; la famille de Kervézélou était seigneur du dit lieu en la paroisse du Tréhou.

### Époque moderne
La culture du lin a été pendant longtemps la richesse du pays. Ce sont les juloded, paysans-marchands, producteurs du lin, qui dirigeaient la commune.
Le Tréhou était au XVIIIe siècle au cœur de la zone toilière du Léon consacrée à la culture et à la transformation du lin et du chanvre : 27 kanndi y ont été dénombrés à ce jour ; selon les inventaires après décès la fréquence des métiers à tisser y était de 141,3 pour 100 inventaires, même si le lin n'y était apparemment assez peu cultivé et devait être souvent acheté ailleurs. Parmi les paysans-marchands, Guillaume Le Sanquer, de Leslurun, dont la fortune s'élève lors de son décès en 1727 à 23 738 livres selon son inventaire après décès ; celle d'un homonyme, décédé en 1733, s'élève à 27 788 livres et il donnait du travail à plusieurs tisserands.
Jean-Baptiste Ogée décrit ainsi Le Tréhou en 1778 :

« Le Tréfhou, à 7 lieues et demie au sud-sud-ouest de Saint-Pol-de-Léon, son évêché ; à 39 lieues un quart de Rennes ; et à 2 lieues un tiers de Landerneau, sa subdélégation. Cette paroisse ressortit au siège de Lesneven et compte 1 800 communiants, y compris ceux de Trélévénez et Trévéreur, ses trèves ; la cure est présentée par l'Évêque. On trouve dans ce territoire des terres en labeur, des prairies, des landes qui méritent d'être cultivées et quelques bois taillis ; le plus considérable est celui de Keropart. C'est un pays couvert [de bocage] et plein de montagnes, coupé par un grand nombre de ruisseaux qui coulent dans les vallons. »

### La Révolution française
Les deux députés représentant les paroisses et trèves de Le Tréhou, Tréflévénez et Trévéreur (ou Tréveur) lors de la rédaction du cahier de doléances de la sénéchaussée de Lesneven le 1er avril 1789 étaient Yves Maguéres et François Tournellec.
En 1791, les habitants de Trévéreur tentèrent d'empêcher la paroisse du Tréhou d'absorber leur trève, les privant ainsi de vicaire ; jusqu'à présent « nous pouvions, pauvres et riches, faire apprendre à nos enfants au moins à lire et écrire en les faisant aller (...) presque tous chez notre vicaire » écrivent-ils.

### LeXIXesiècle
Lors du Concordat de 1801, Tréflévénez est érigée en paroisse indépendante du Tréhou.
A. Marteville et P. Varin, continuateurs d'Ogée, décrivent ainsi Le Tréhou en 1843 :

« Le Théhou (sous l'invocation de saint Pithère) : commune formée par l'ancienne paroisse de ce nom, moins Tréflévénez (devenue commune) et y compris Trévéreur : aujourd'hui succursale. (...) Principaux villages : la Boissière, Lespennou, Roz-Logan, Kernonan, Rodénan, Kerbloc'h. Superficie totale : 2 280 hectares dont (...) terres labourables 831 ha, prés et pâturages 179 ha, bois 124 ha, vergers et jardins 17 ha, landes et incultes 1 014 ha, (...). Moulins : 6 (de la Boissière, du Cosquer, de Pontmeur, de Ker-Ropartz, à eau). Le nom officiel de la commune est "Tréhou", mais le vrai nom serait "Trévou", pluriel de "tref" (...). "Trévou" veut dire "les trèves", la paroisse des trèves. Effectivement, cette paroisse en avait eu jadis trois, puis deux. Aujourd'hui elle n'a conservé que Trévéreur, qui est un assez joli bourg. Géologie : sol argilo-sablonneux ; grès au centre de la commune. On parle le breton. »

Les travaux de construction du chemin d'intérêt commun no 8 (actuelle départementale no 35) sont décidés en 1874, mais la commune restait très enclavée ; en 1879, un rapport du Conseil général du Finistère indique qu' « une portion considérable et très habitée du terrain situé (...) entre les bourgs du Tréhou, d'Irvillac et de Saint-Eloy » se trouve dépourvue de routes praticables pour atteindre Landerneau et que les habitants ne peuvent atteindre cette localité sans faire des détours qui allongent leurs parcours de 6 à 8 kilomètres, à moins de passer la rivière de Daoulas à un gué souvent impraticable et difficilement abordable.
Dans les dernières décennies du XIXe siècle et au début du XXe siècle, l'Assemblée nationale autorisait chaque année la commune à percevoir des surtaxes à l'alcool à l'octroi du Tréhou, par exemple en 1898, 1899, 1901, 1915, etc..

### LeXXesiècle

#### LaBelle Époque
L'étude de Me Guennoc, notaire au Tréhou, est supprimée par décret du Président de la République en date du 10 juillet 1903.
En 1906, l'inventaire des biens d'église provoqua au Tréhou « portes barricadées, sommations légales infructueuses, fracture des portes à coups de hache, protestations et cris de la foule ».
En 1909, Le Tréhou est ainsi présenté dans une revue touristique : « Les deux clochers de Tréhou pointent du fond d'une dépression où coule un ruisseau abondant entre des prés. Voici le village, un calvaire à personnages entouré d'ifs centenaires ».
François Manach, quartier-maître torpilleur, fut l'une des 27 victimes mortes lors de l'accident qui provoqua la perte du sous-marin Pluviôse le 26 mai 1910 au large de Calais.

#### LaPremière Guerre mondiale

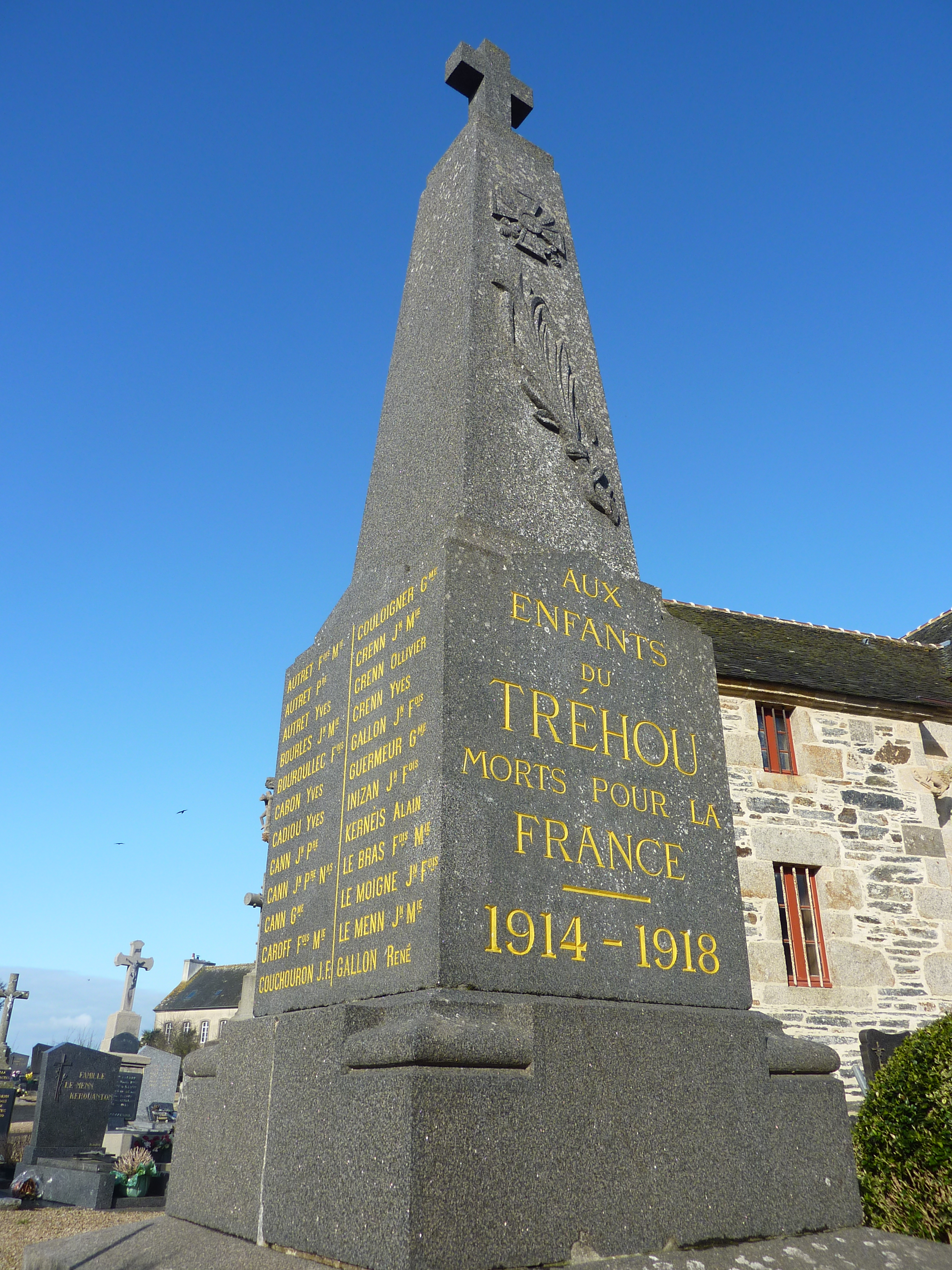
Le monument aux morts du Tréhou.

Le monument aux morts du Tréhou porte les noms de 46 soldats et marins morts pour la France pendant la Première Guerre mondiale ; parmi eux trois sont morts sur le front belge dès 1914 (Jean Le Roux et François Marc) ou 1915 (François Le Menn) ; deux sont des marins disparus en mer (Jean Couchouron et Joseph Péron) ; Jean Manach est mort en captivité en Allemagne ; la plupart des autres sont décédés sur le sol français, par exemple François Caroff, mort à Verdun en 1916.
Les 20, 21 et 23 août 1914 de nombreux soldats bretons tombèrent sur le sol de la commune belge de Maissin (Province du Luxembourg) dans des combats contre les troupes allemandes. Pour commémorer ces morts, un calvaire du XVIe siècle de la commune du Tréhou a été transféré en 1932 dans le cimetière franco-allemand de cette petite commune ardennaise. 
Ailleurs dans la même commune un monument commémore les Bretons et Vendéens du XIe de ligne tombés dans ces combats.

#### L'Entre-deux-guerres

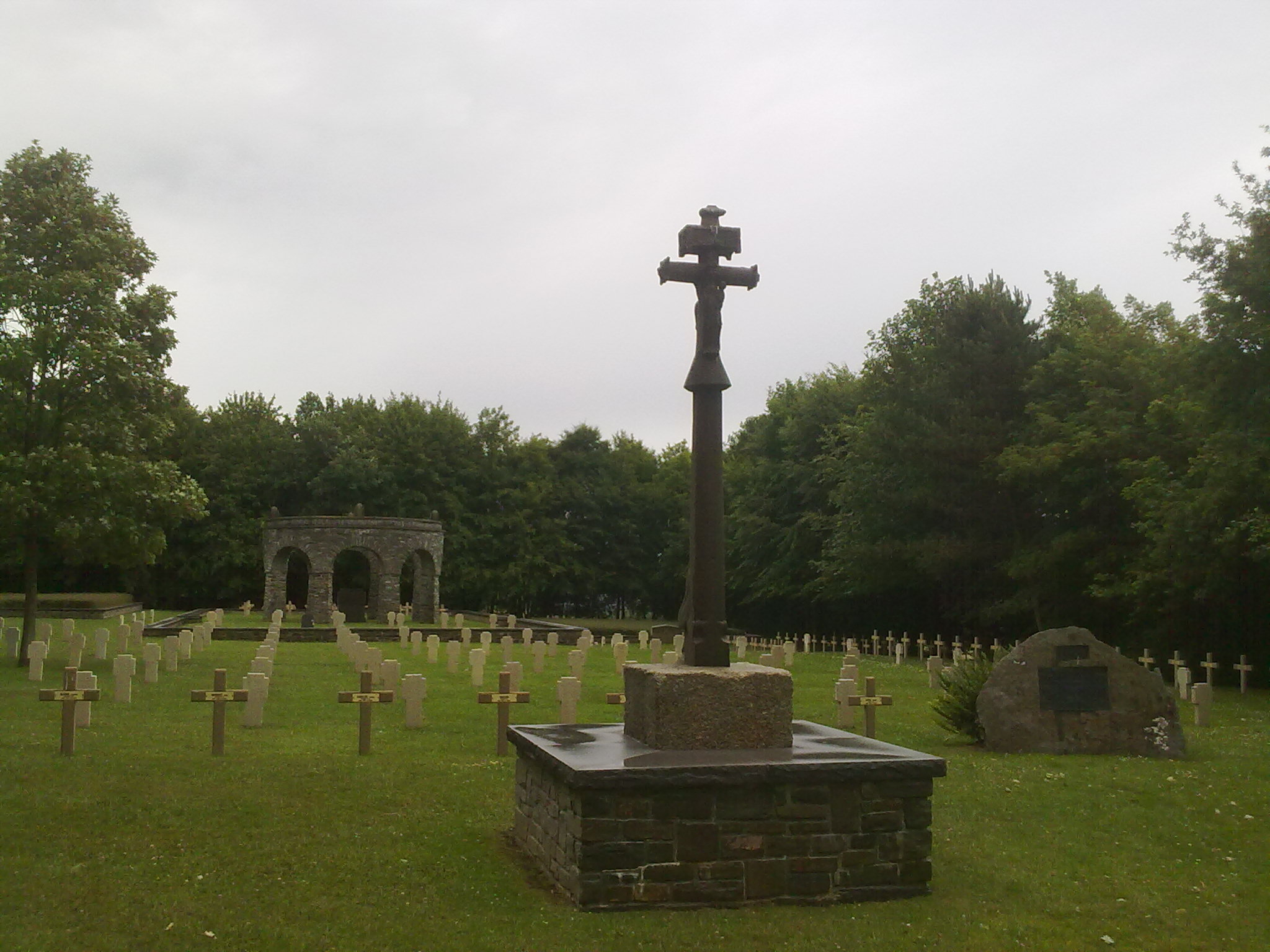
Calvaire du Tréhou au cimetière de Maissin (Ardenne belge).

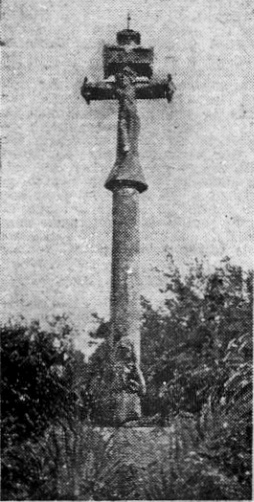
Le Tréhou : le calvaire de Croas-Ty-Ru photographié en 1931 juste avant son transfert à Maissin.
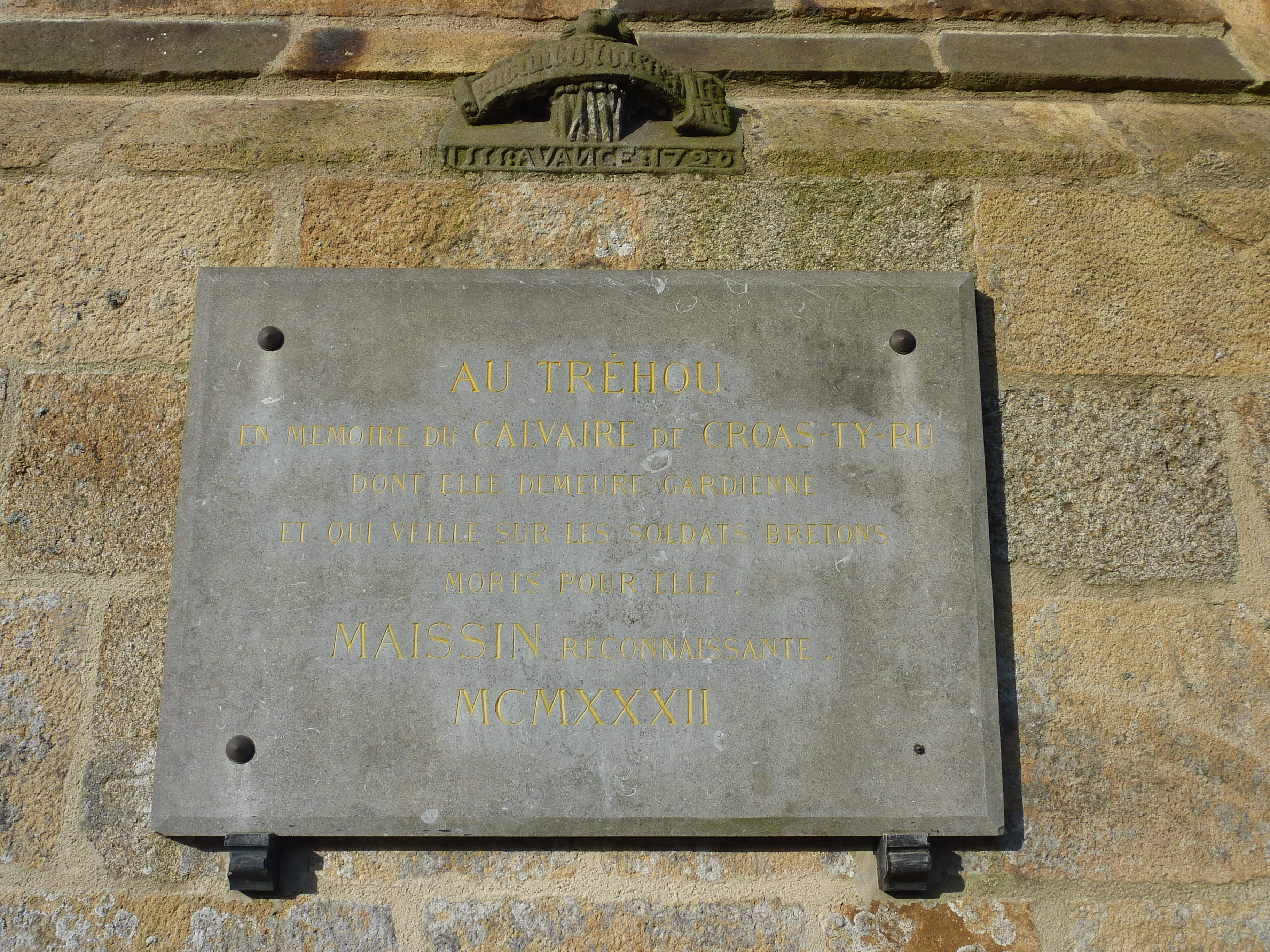
Plaque commémorative du calvaire de Cros-Ty-Ru apposée sur un mur de l'église paroissiale du Tréhou.

Le Journal des débats politiques et littéraires explique comment la décision de transférer à Maissin le calvaire de Croas-Ty-Ru (il était situé dans un chemin creux) du Tréhou fut prise en 1931 :

« (...) La section de Maissin des Anciens combattants belges a conçu le projet de demander à la Bretagne un de ses vieux calvaires et de l'édifier dans le cimetière où reposent nos morts qui dormiront ainsi « à l'ombre d'une croix de leur pays ». L'idée a été appuyée par la Société archéologique du Finistère, qui a autorisé le transfert d'un calvaire du Tréhou, petite commune du Finistère, dont le curé [il s'agit de l'abbé Le Boëtté] se trouve précisément être l'ancien aumônier du 19e d'infanterie qui s'illustra, en 1914, à Maissin. La cession, avec le consentement de Mgr l'évêque, a été agréée par le Conseil municipal de la commune et approuvée par le préfet du Finistère. (...). »

Le calvaire fut inauguré dans son nouvel emplacement de Maissin le 22 août 1932.
Près du calvaire, une plaque de bronze porte un texte en breton du barde breton Jos Per ar Bras :
 (traduction en français) 

Le meilleur prêcheur, sans doute, est la mort

Car sa voix est profondes ! Écoute, homme courageux

Elle nous dit d'être des Bretons aimants. 

Amis, allons souvent voir les tombes. 

#### LaSeconde Guerre mondiale

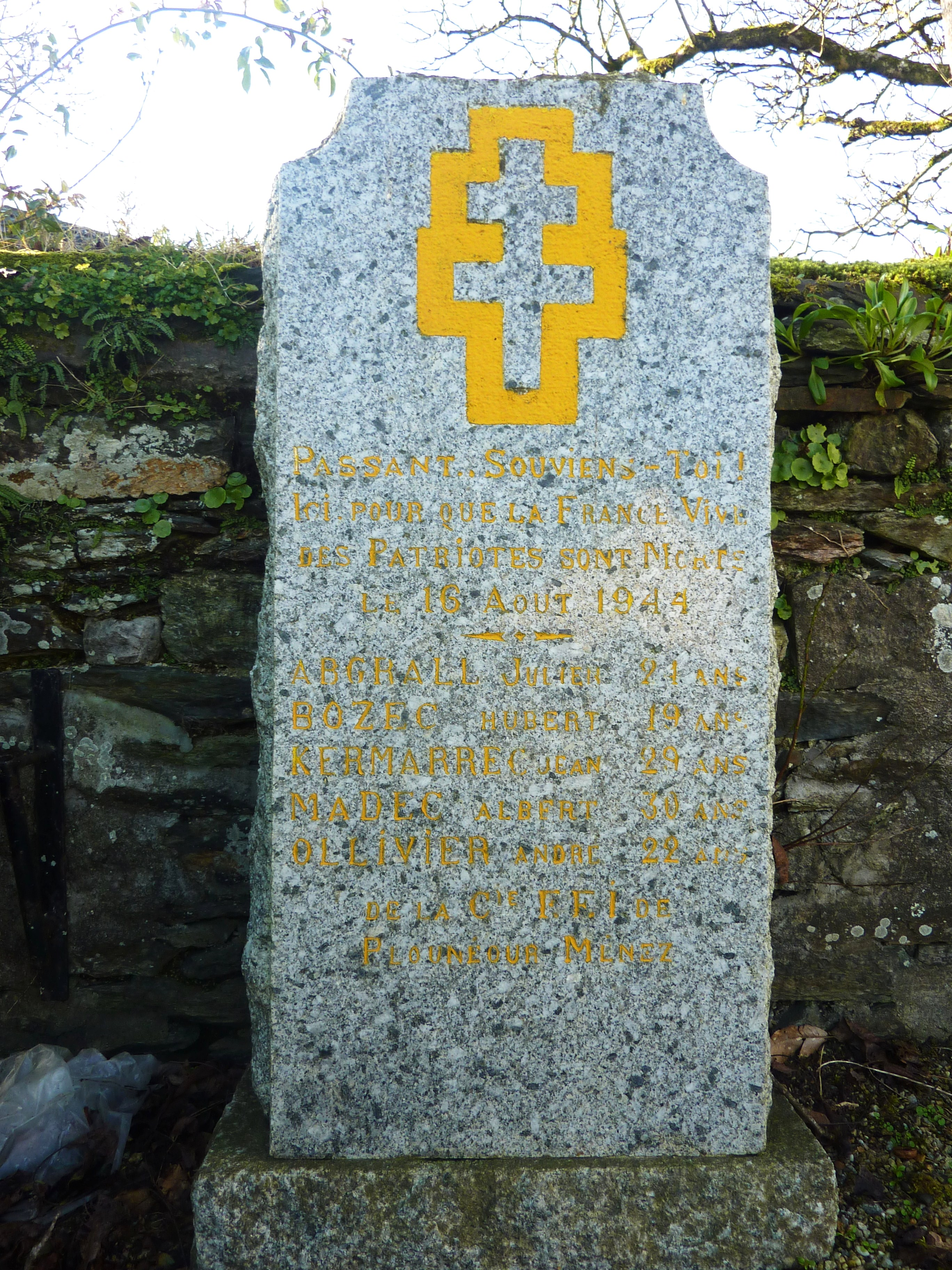
Stèle commémorative en l'honneur des cinq résistants tués.

Le monument aux morts du Tréhou porte les noms de 9 personnes mortes pour la France pendant la Seconde Guerre mondiale ; parmi elles deux (François Barvec et Jean Bouguennec) sont des marins disparus en mer.
Dans le cadre du raid allemand sur Brasparts (le 16 août 1944, des troupes allemandes partent de Brest pour aller libérer une centaine de soldats allemands retenus prisonniers par des FFI dans une école de Brasparts), et passent par Le Tréhou où ils font prisonniers par surprise deux résistants FFI de la compagnie de Plounéour-Ménez qui se trouvaient là et poursuivent leur route vers Brasparts où ils parviennent à libérer après de brefs combats leurs camarades emprisonnés. Sur le trajet de retour, les Allemands passent par Saint-Eloy, puis par Le Tréhou. À la sortie du bourg en direction d'Irvillac, les résistants de la compagnie de Plounéour-Ménez ouvrent le feu sur le convoi mais cinq d'entre eux (Jean Abgrall, Hubert Bozec, Jean Kermarrec, Albert Madec et André Ollivier, ce dernier originaire du Tréhou) sont tués et le convoi allemand poursuit sa route en passant par le carrefour de Croas Guerniel où un résistant est tué. Mais les combats les plus sanglants ont lieu le même jour à Irvillac.

## Politique et administration

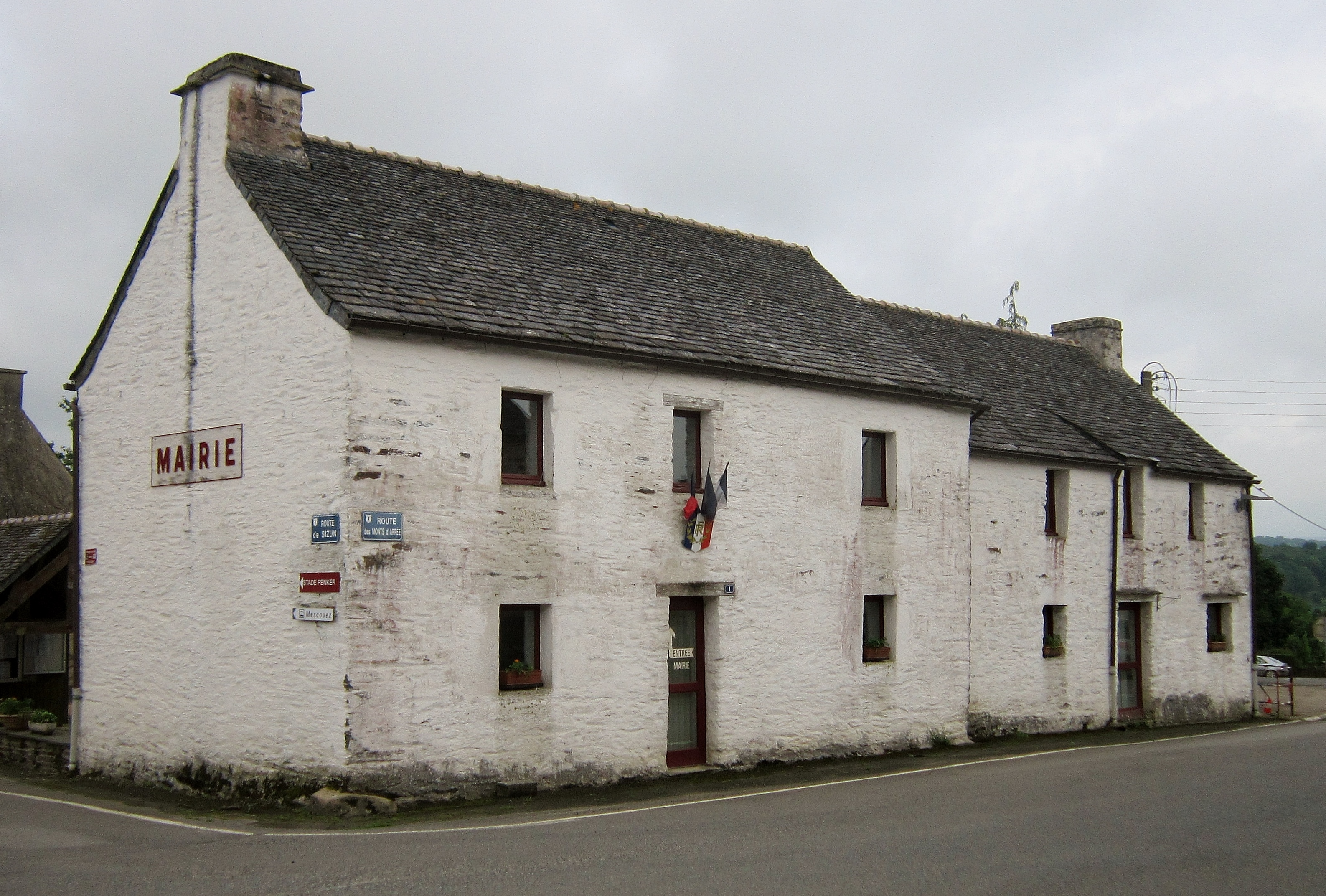
Le Tréhou : la mairie.

## Démographie
L'évolution du nombre d'habitants est connue à travers les recensements de la population effectués dans la commune depuis 1793. Pour les communes de moins de 10 000 habitants, une enquête de recensement portant sur toute la population est réalisée tous les cinq ans, les populations de référence des années intermédiaires étant quant à elles estimées par interpolation ou extrapolation. Pour la commune, le premier recensement exhaustif entrant dans le cadre du nouveau dispositif a été réalisé en 2006.

En 2022, la commune comptait 636 habitants, en évolution de +1,11 % par rapport à 2016 (Finistère : +2,16 %, France hors Mayotte : +2,11 %).
| 1793  | 1800  | 1806  | 1821  | 1831  | 1836  | 1841  | 1846  | 1851  |
| ----- | ----- | ----- | ----- | ----- | ----- | ----- | ----- | ----- |
| 1 077 | 1 054 | 1 068 | 1 045 | 1 072 | 1 106 | 1 120 | 1 184 | 1 169 |

| 1856  | 1861  | 1866  | 1872  | 1876  | 1881  | 1886  | 1891  | 1896  |
| ----- | ----- | ----- | ----- | ----- | ----- | ----- | ----- | ----- |
| 1 169 | 1 172 | 1 213 | 1 163 | 1 272 | 1 198 | 1 228 | 1 167 | 1 134 |

| 1901  | 1906  | 1911  | 1921  | 1926  | 1931 | 1936 | 1946 | 1954 |
| ----- | ----- | ----- | ----- | ----- | ---- | ---- | ---- | ---- |
| 1 046 | 1 027 | 1 084 | 1 061 | 1 003 | 926  | 856  | 774  | 671  |

| 1962 | 1968 | 1975 | 1982 | 1990 | 1999 | 2006 | 2011 | 2016 |
| ---- | ---- | ---- | ---- | ---- | ---- | ---- | ---- | ---- |
| 619  | 596  | 527  | 453  | 395  | 408  | 504  | 604  | 629  |

| 2021 | 2022 | - | - | - | - | - | - | - |
| ---- | ---- | - | - | - | - | - | - | - |
| 640  | 636  | - | - | - | - | - | - | - |

## Associations sportives
- ASTT

## Jumelages
Le Tréhou est jumelée avec la commune de Cressia en France dans le département du Jura.

## Monuments et sites
- L'enclos paroissial
  - L'Église Sainte-Pitère, dédiée à sainte Pitère, une sainte d'origine espagnole, mais il s'agit sans doute d'une autre sainte Pitère que la tradition locale dit être une sœur de saint Suliau, saint Thivisiau et saint Miliau que son père aurait fait égorger parce qu'elle refusait le mari que son père lui destinait[50]. L'intérieur de l'église renferme une verrière de la Passion, deux retables du XVIIe siècle et plusieurs statues anciennes. Une sablière montre un laboureur poussant une charrue à roues et un autre paysan faisant les semailles ; une autre sablière représente une femme nue semblant soulever sa chevelure d'une main frivole, entourée de deux gueules de Léviathan[51].

L'église est construite en moellons associant à la pierre de Logonna et au kersanton des microgranites d'origine locale.

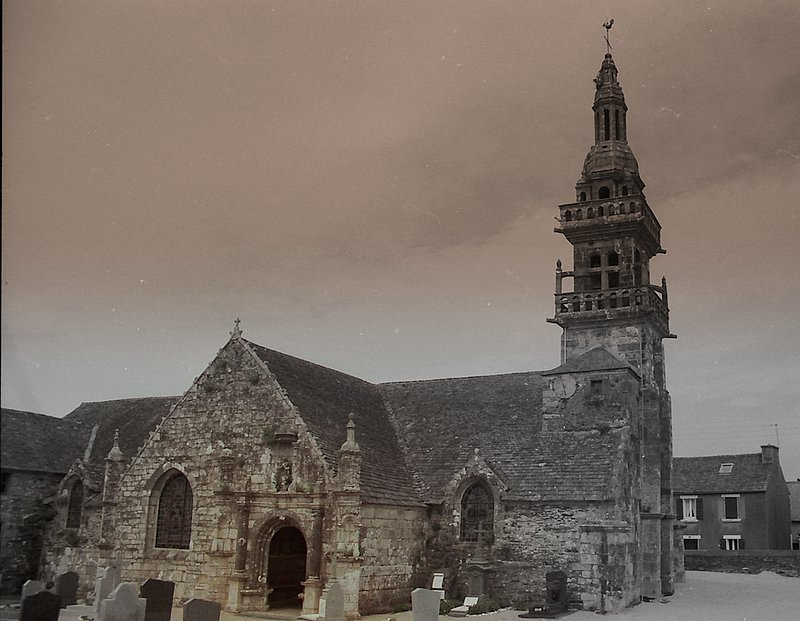
Le Tréhou : l'église paroissiale Sainte-Pitère (XVIIe siècle).
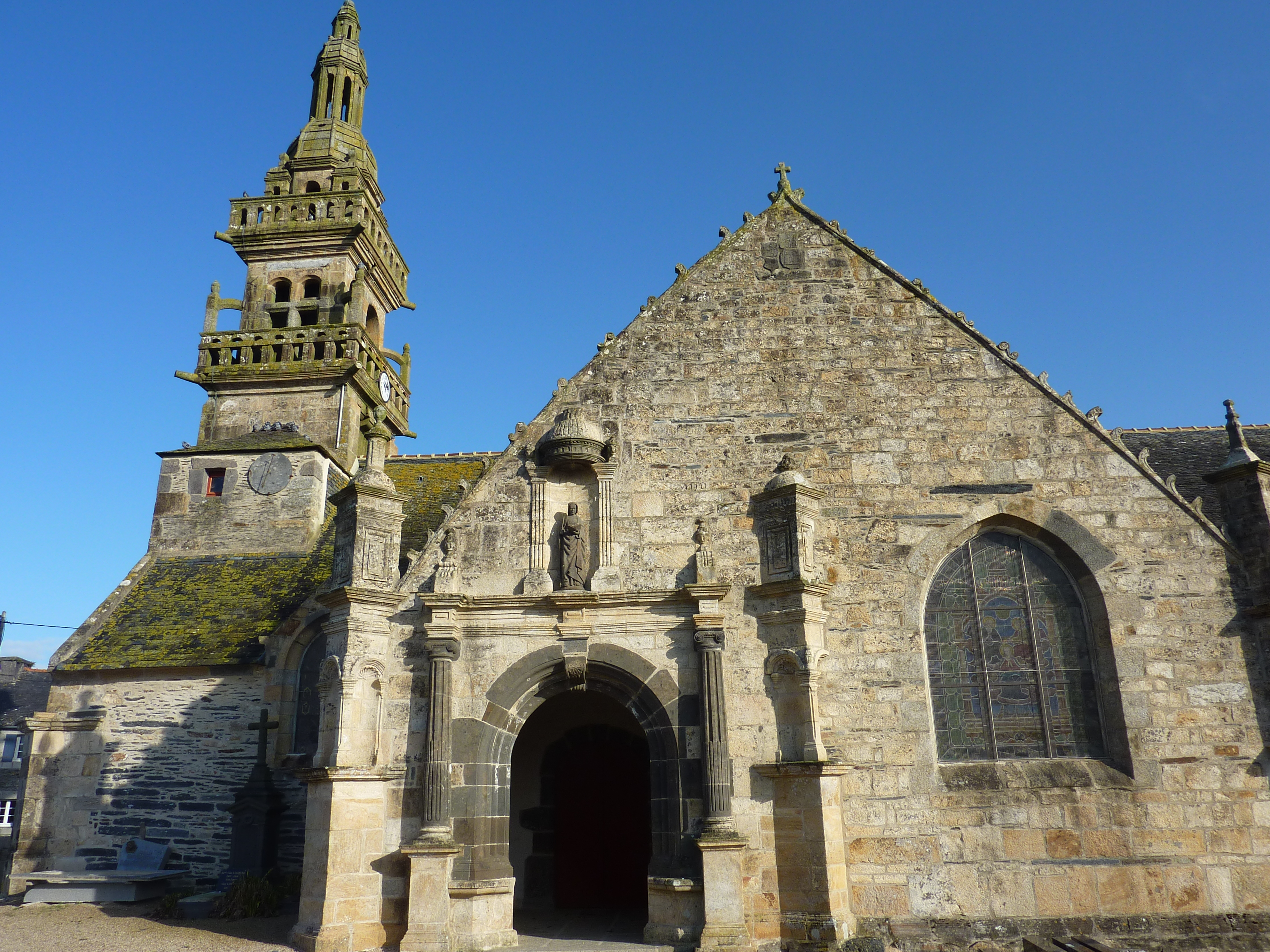
Le Tréhou : l'église paroissiale Sainte-Pitère vue du sud.
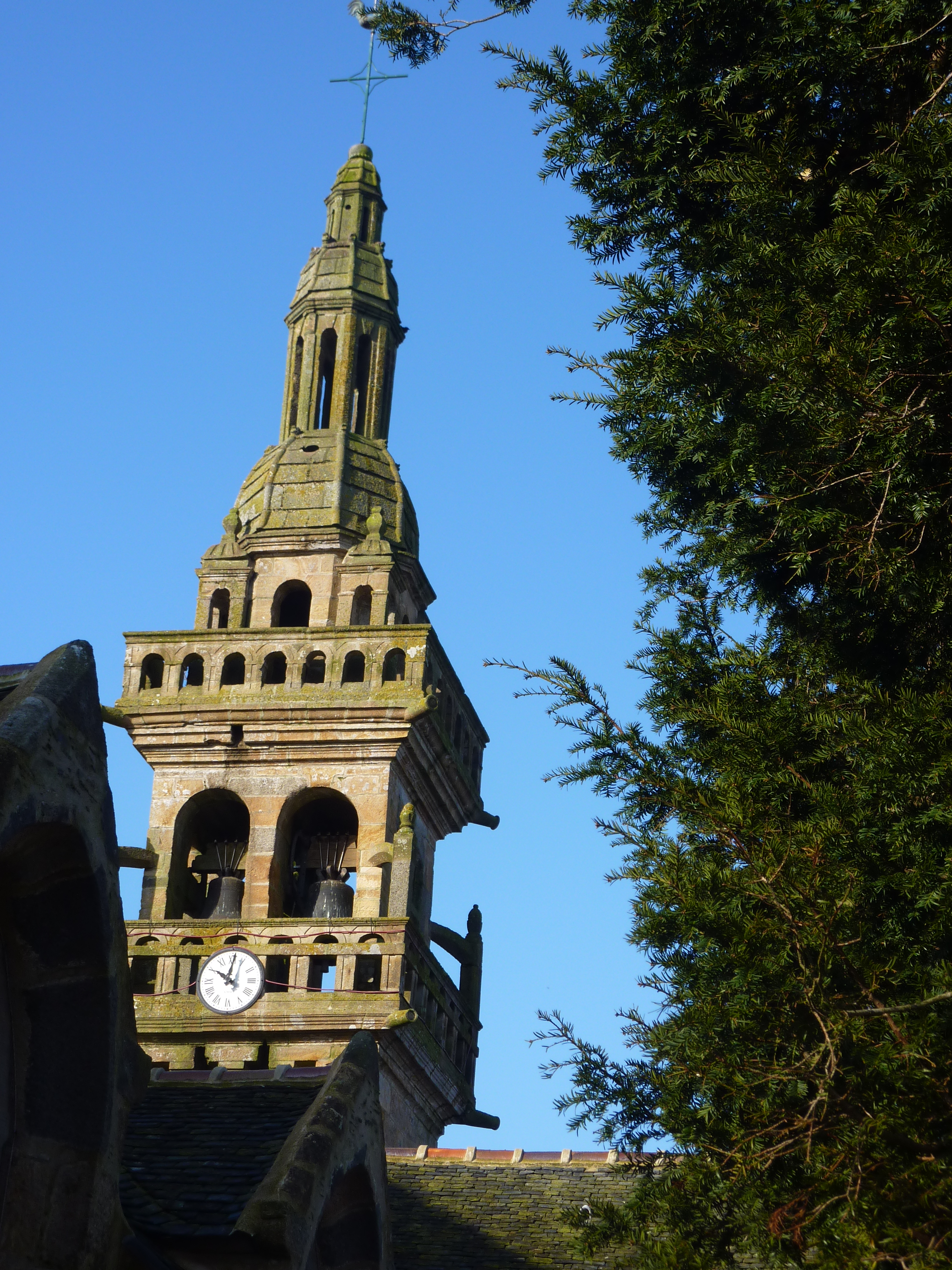
Le Tréhou : clocher de l'église paroissiale et un if du cimetière.
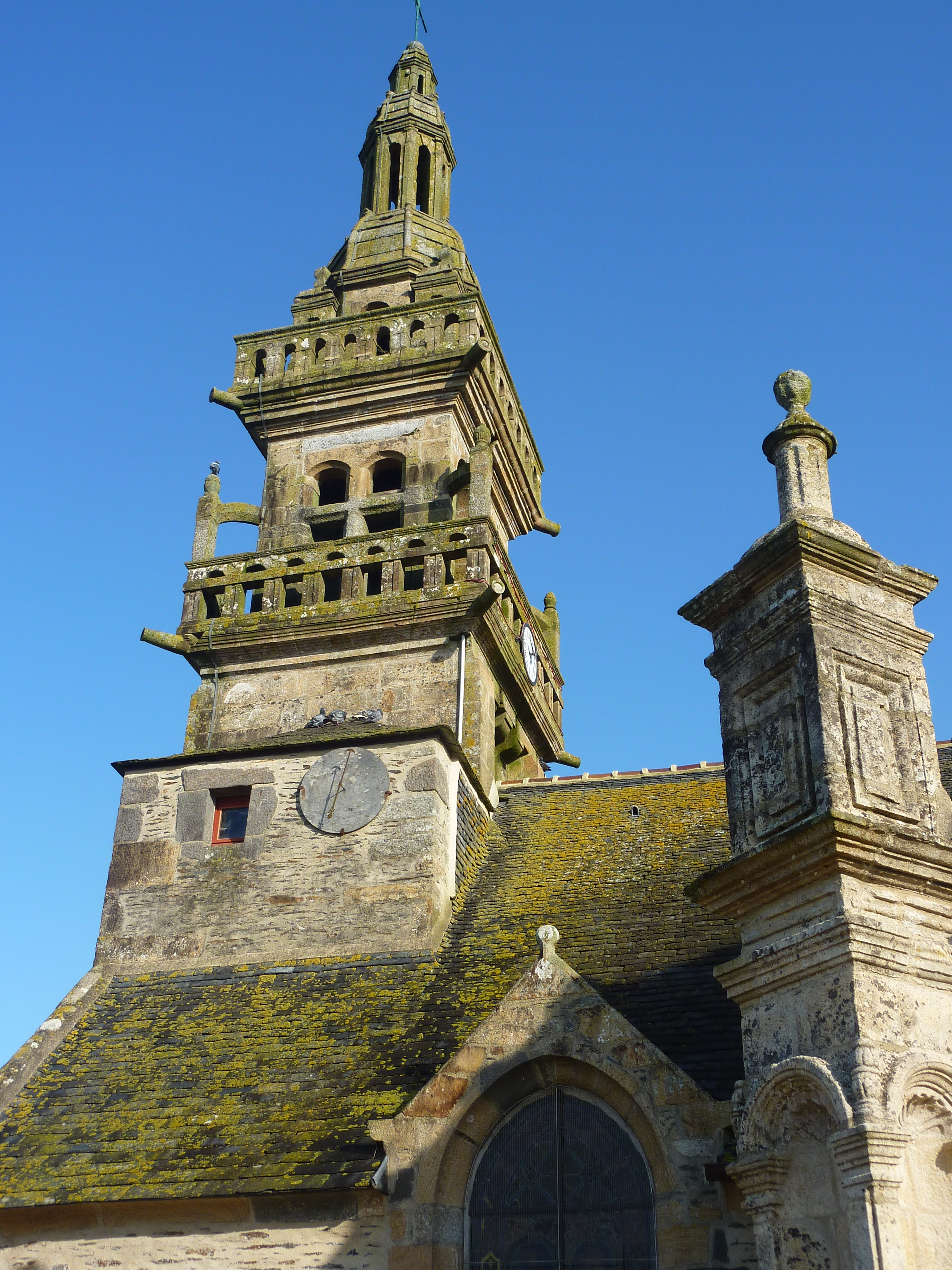
Le Tréhou : clocher et pinacle de l'église paroissiale Sainte-Pitère.
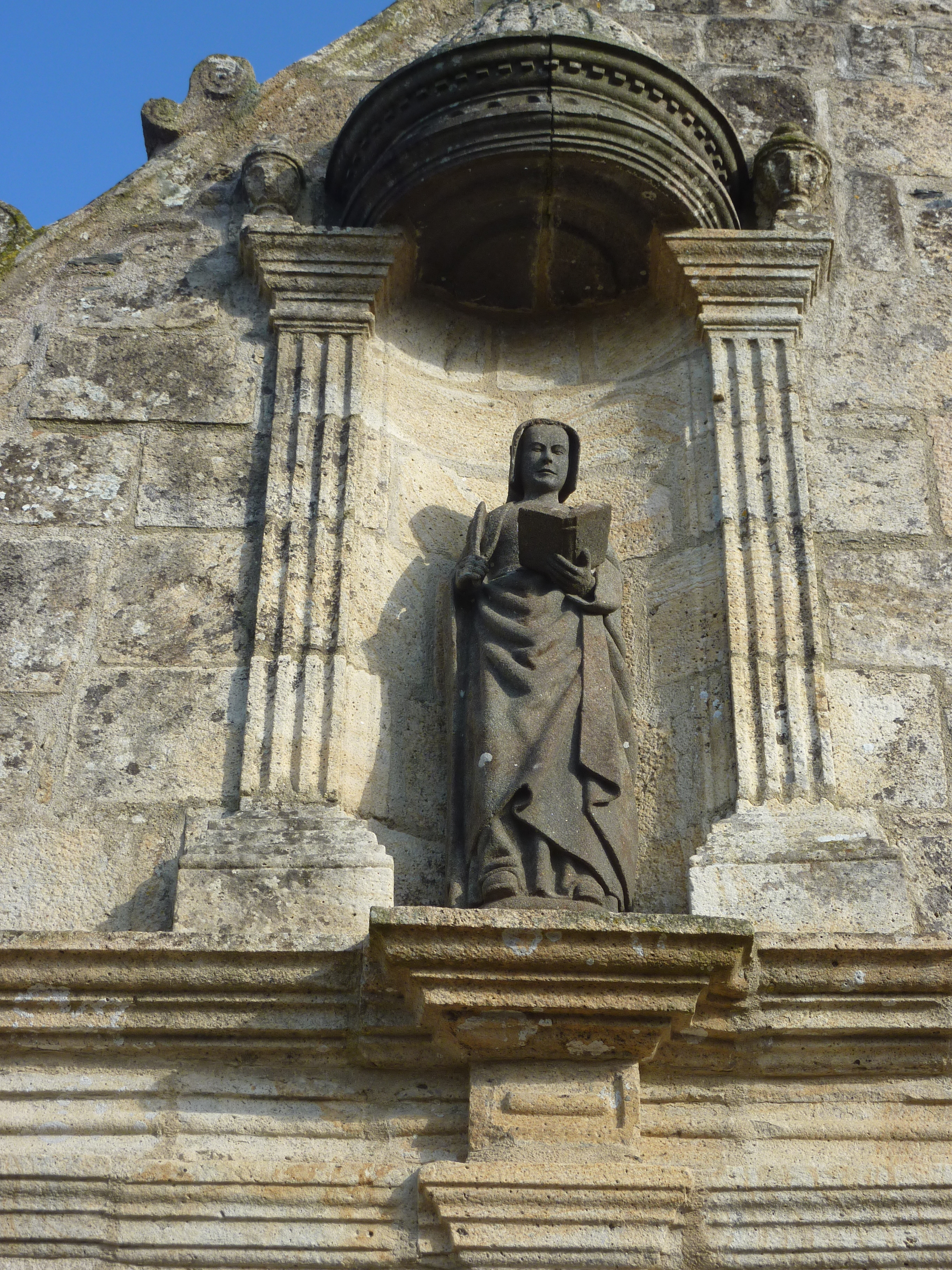
Le Tréhou : église paroissiale Sainte-Pitère, statue de sainte Pitère au-dessus du porche.
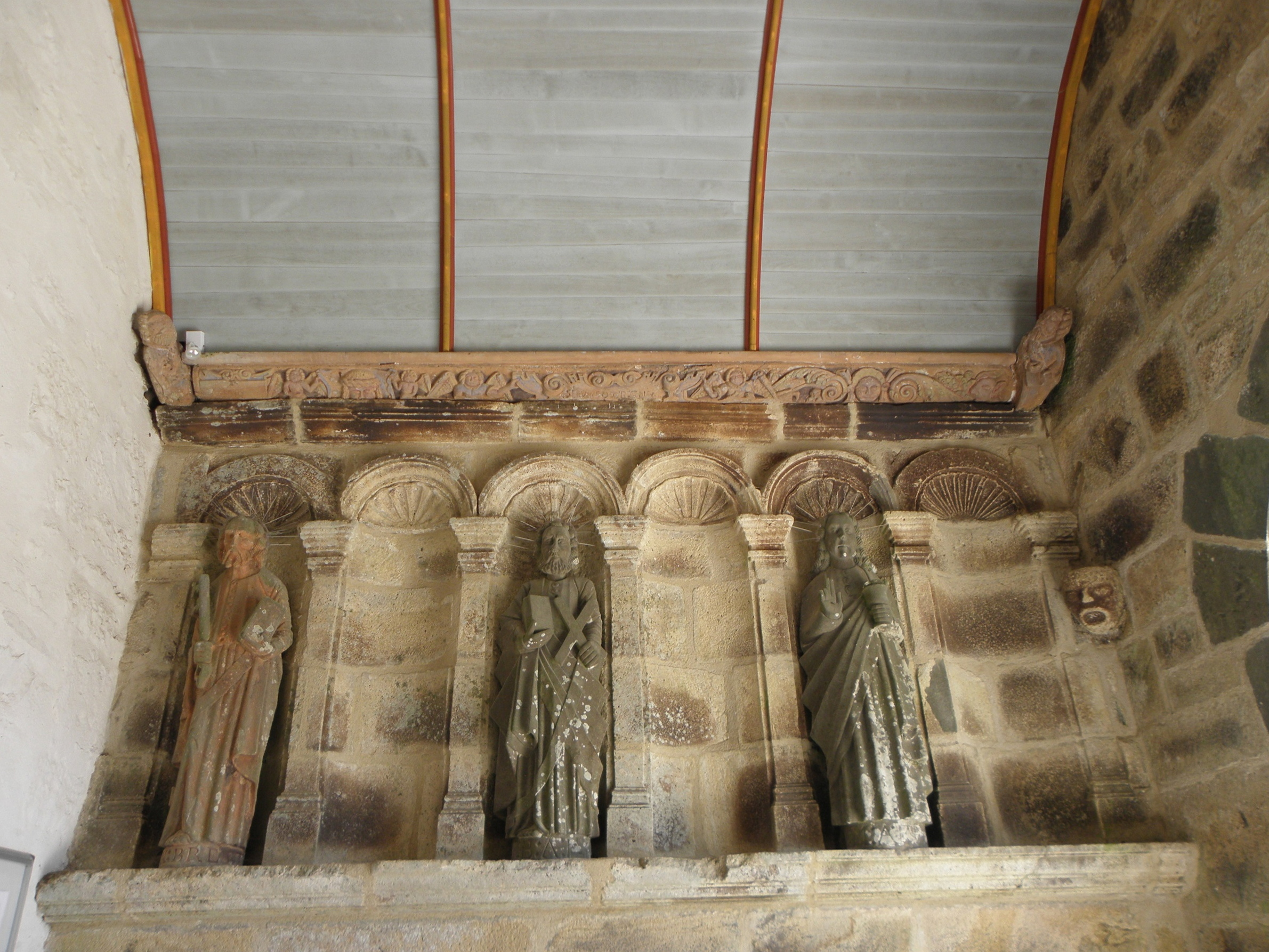
Le Tréhou : église paroissiale Sainte-Pitère, trois statues d'apôtres dans le porche : saint Pierre, saint André et saint Jean.
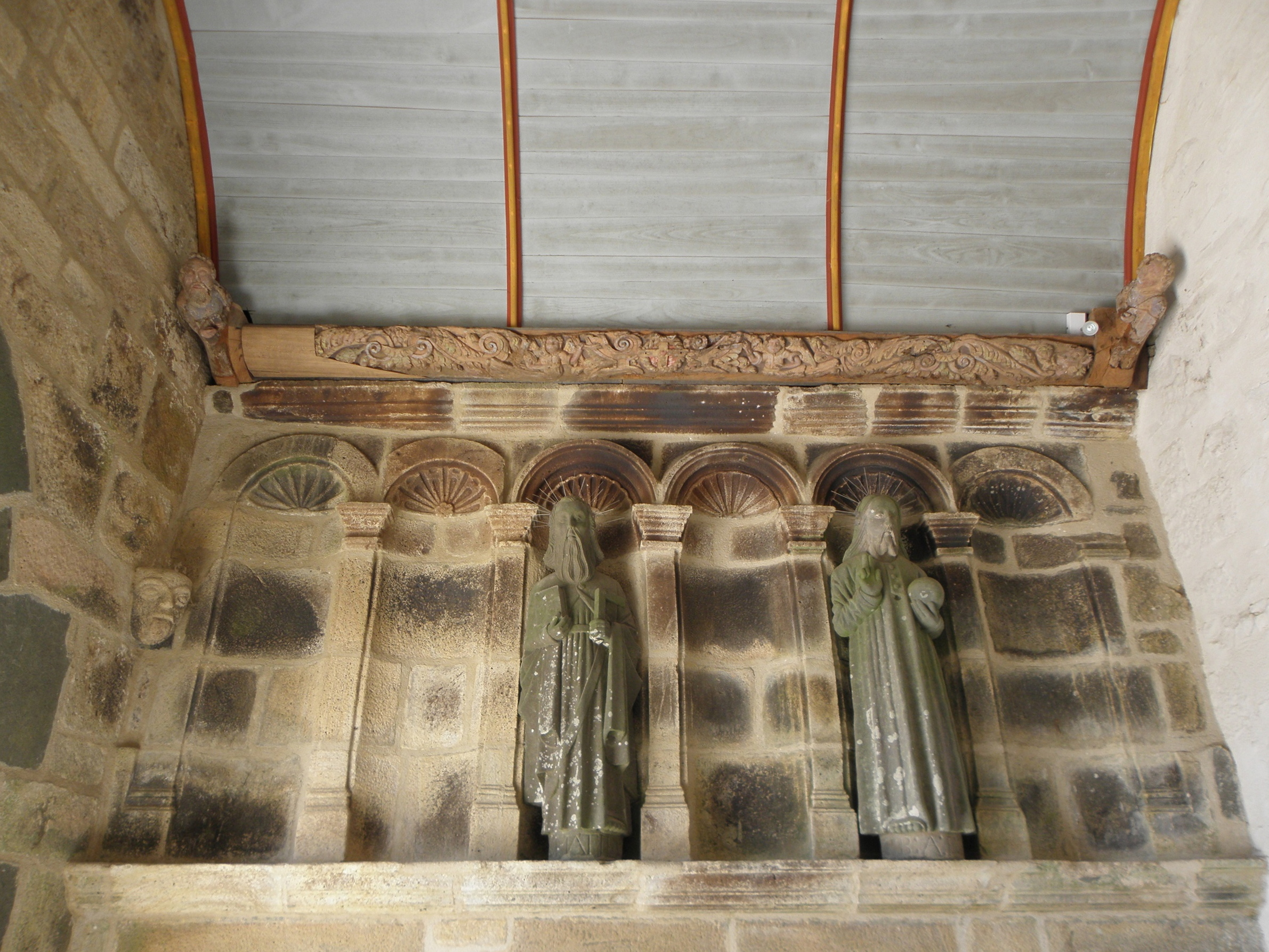
Le Tréhou : église paroissiale Sainte-Pitère, deux statues de la costale est du porche : saint Matthieu et le Christ
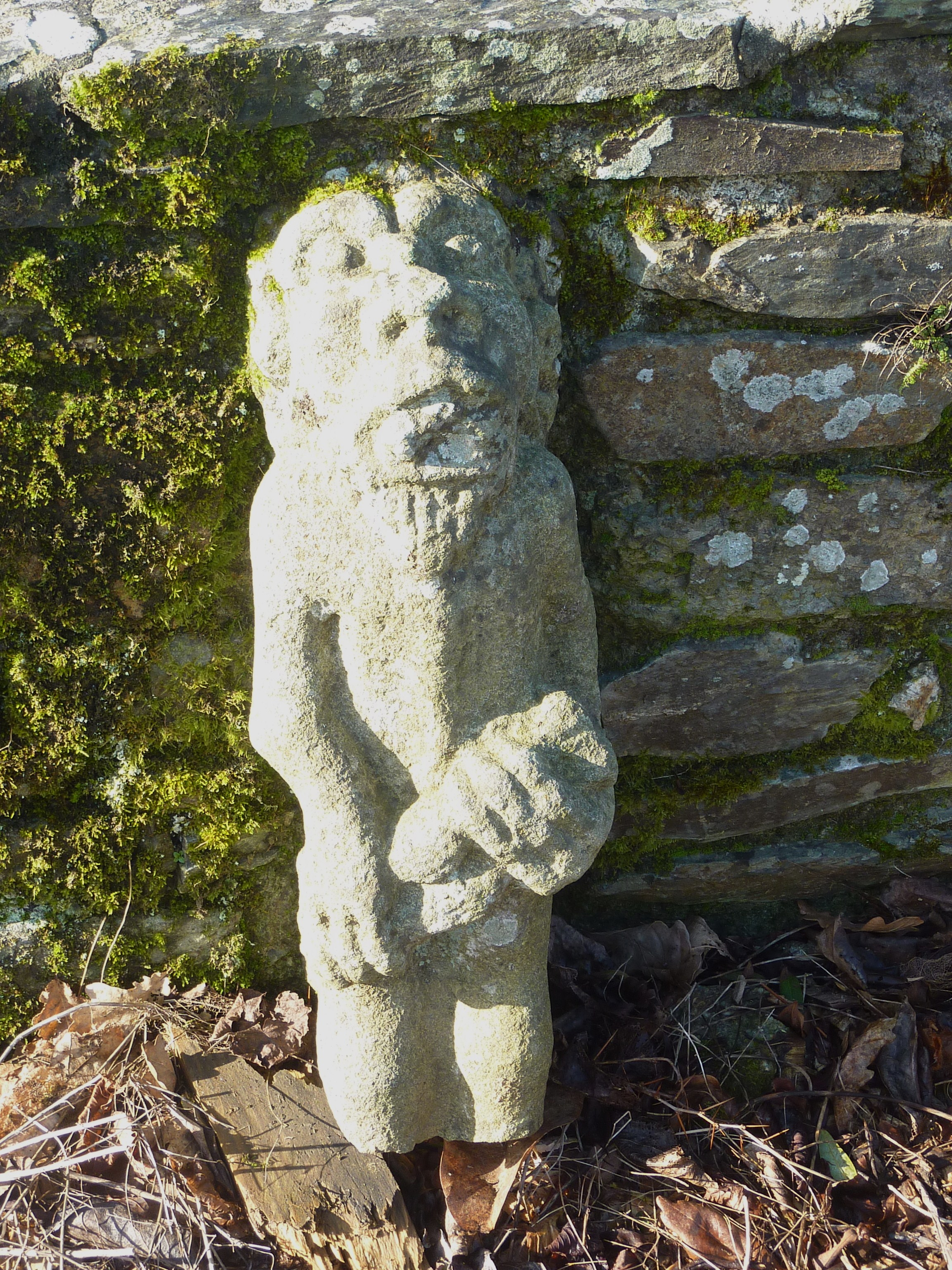
Le Tréhou : statue ancienne près de l'église paroissiale.

- - Le calvaire, construit en pierre de Logonna et en kersanton, date de 1578 ; plusieurs de ses statues (le Christ et quatre apôtres) sont de Roland Doré.

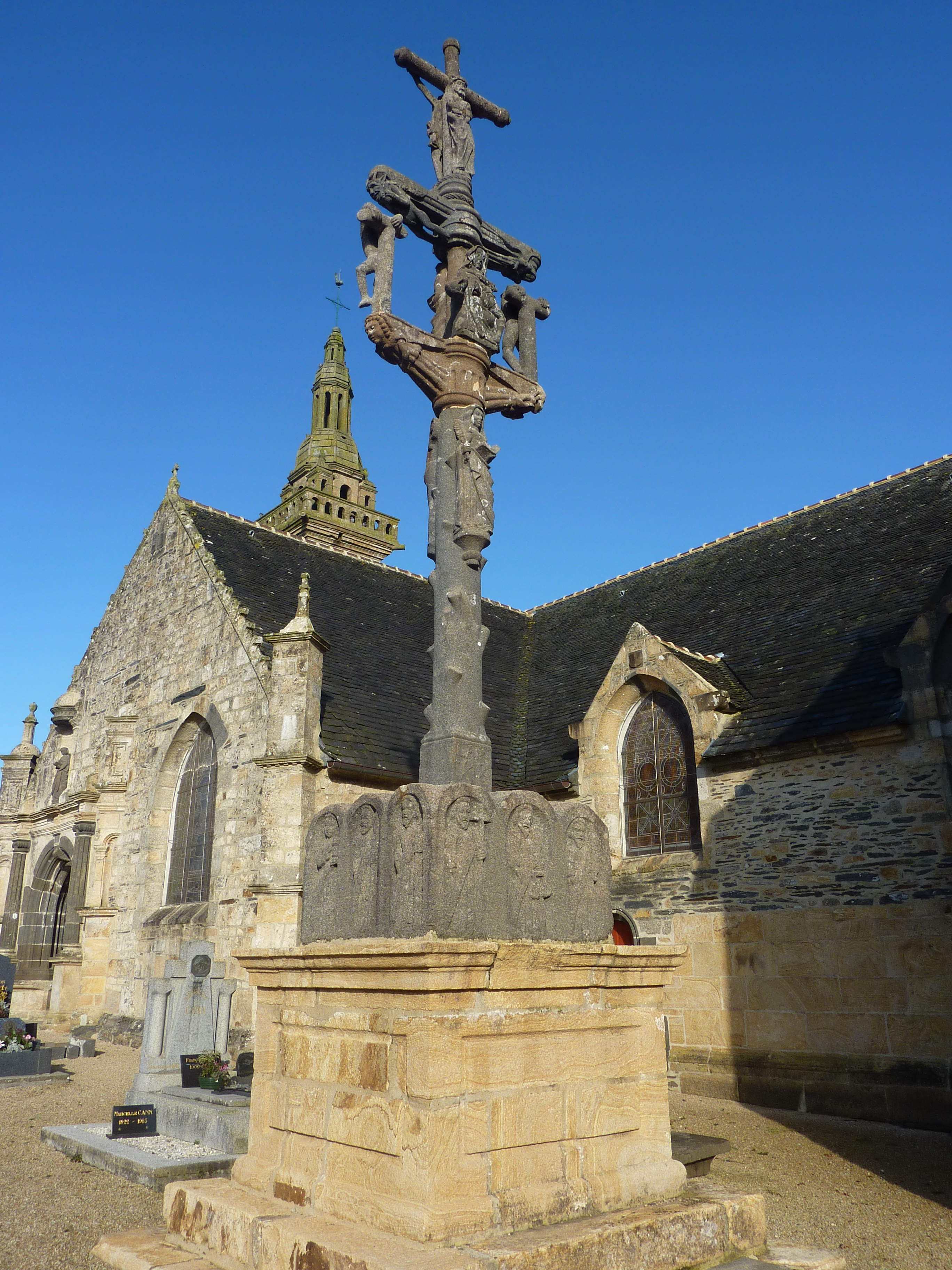
Le Tréhou : le calvaire devant l'église paroissiale.
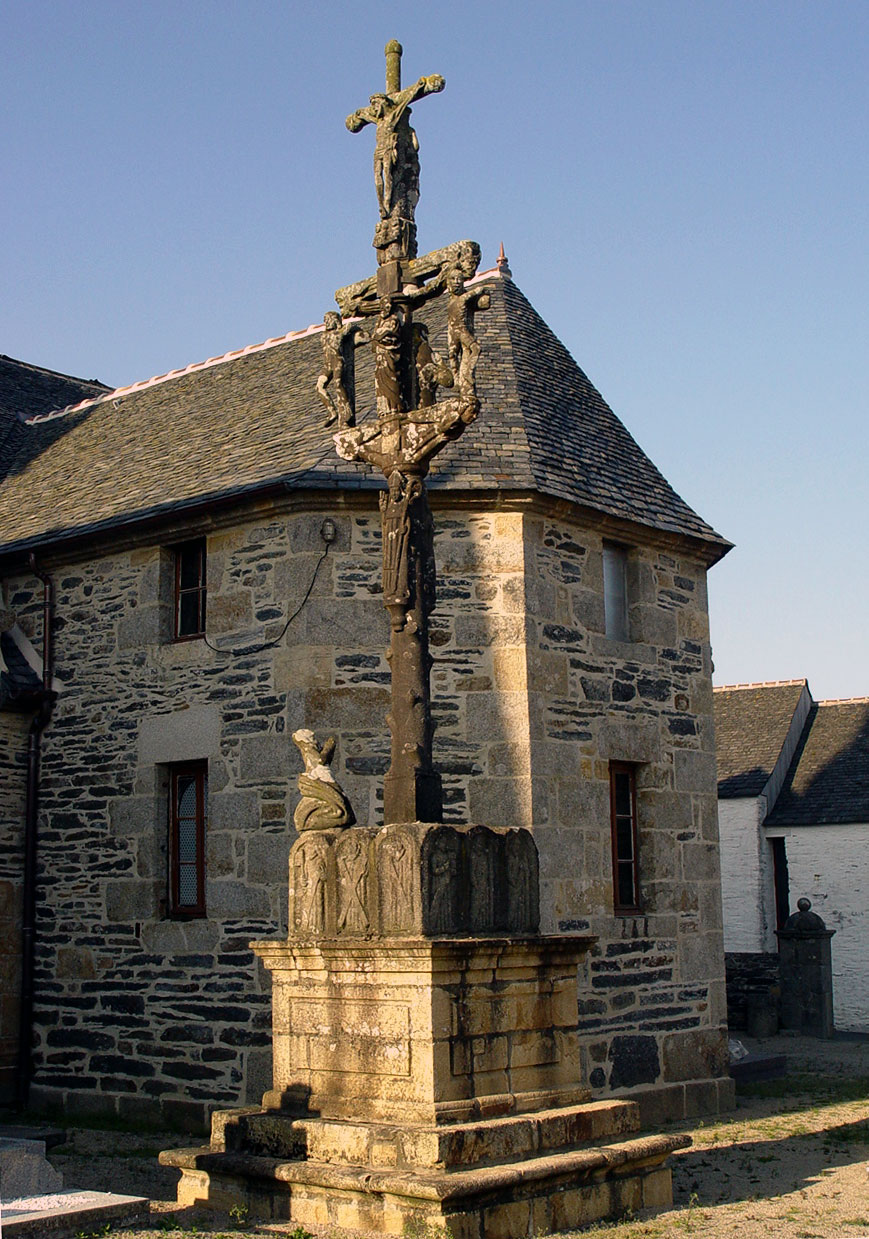
Le Tréhou : le calvaire de l'enclos paroissial.
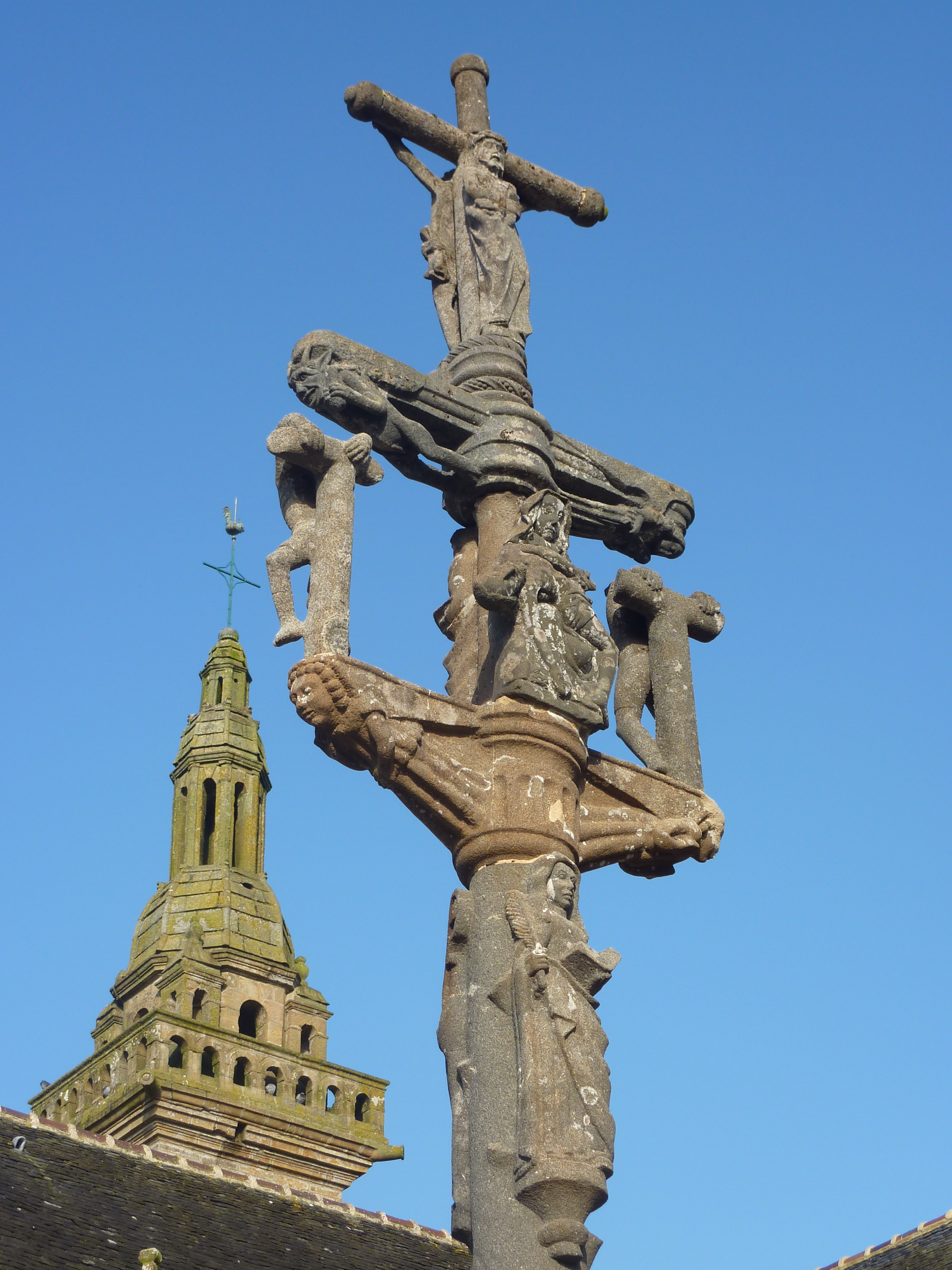
Le Tréhou : le calvaire de l'enclos paroissial, partie sommitale.
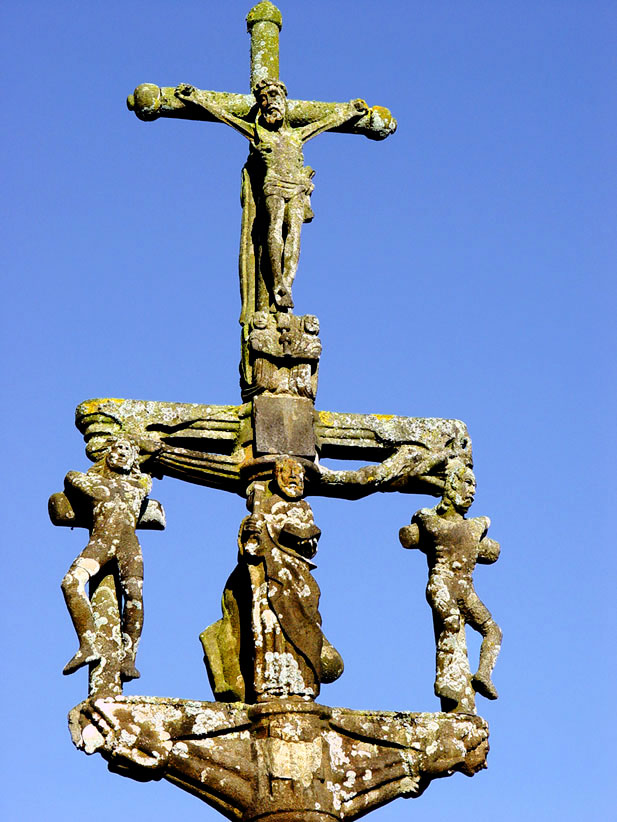
Le Tréhou : la statuaire au sommet du calvaire de l'enclos paroissial.
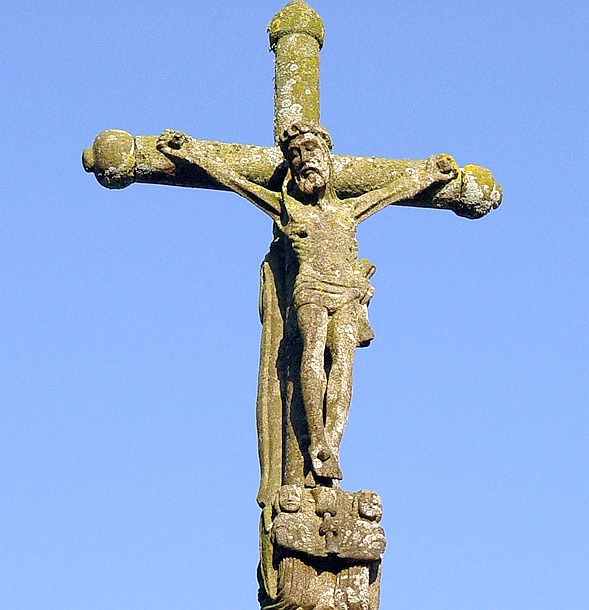
Le Tréhou : le Christ en croix au sommet du calvaire de l'enclos paroissial.
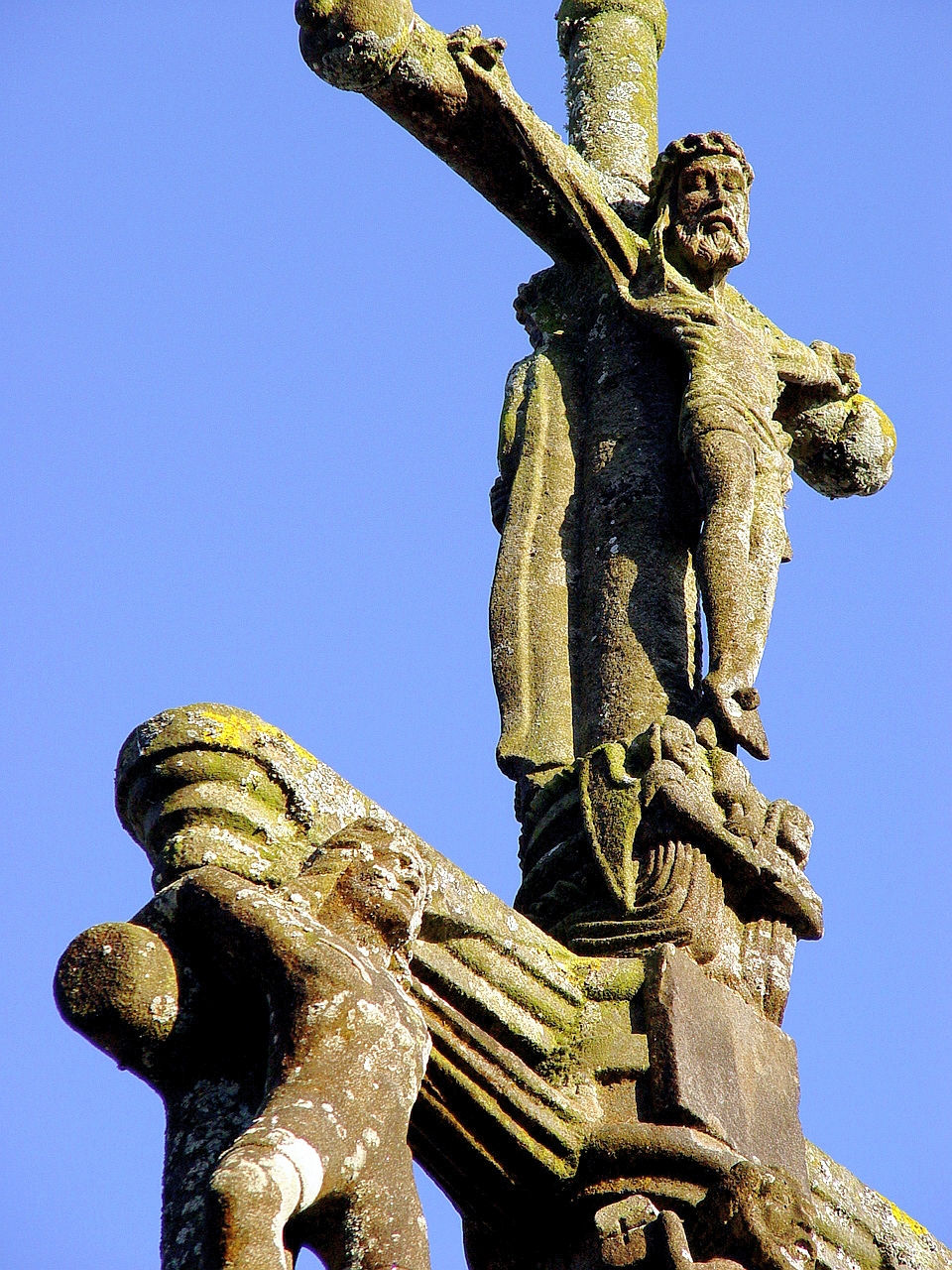
Le Tréhou : le Christ en croix au sommet du calvaire de l'enclos paroissial.
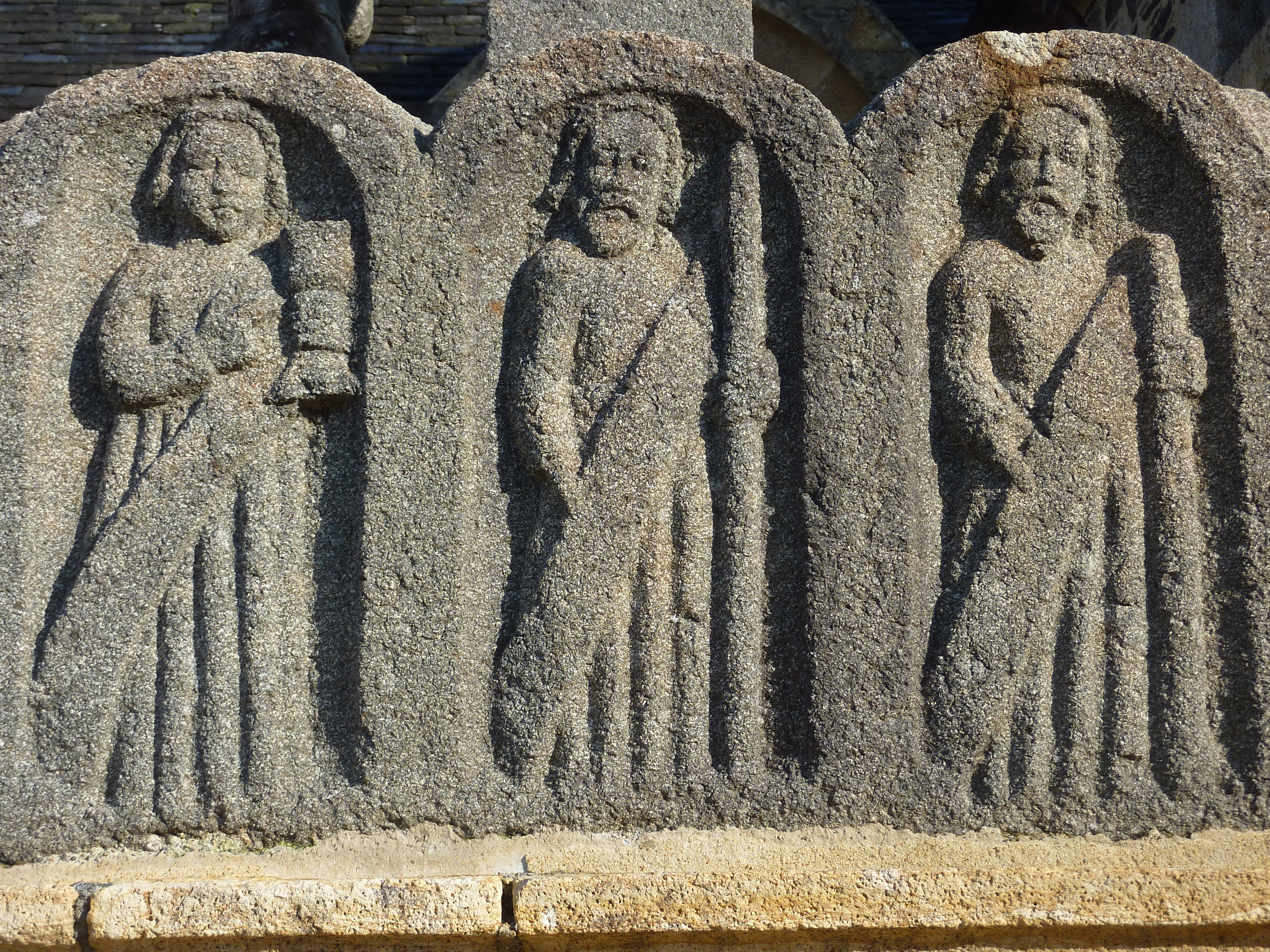
Le Tréhou : frise sur le socle du calvaire de l'enclos paroissial.
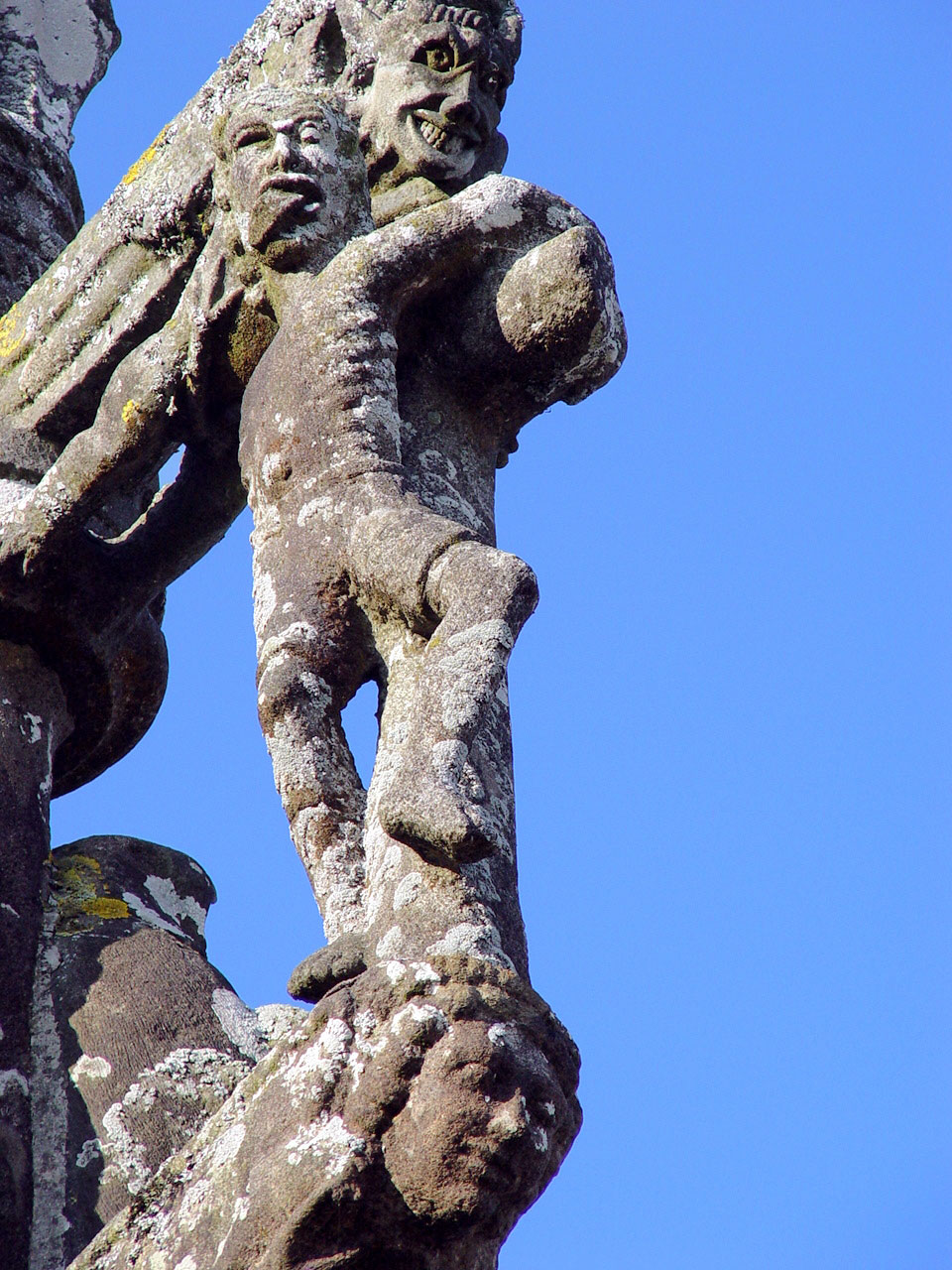
Le Tréhou : un détail du calvaire de l'enclos paroissial (le Mauvais Larron).
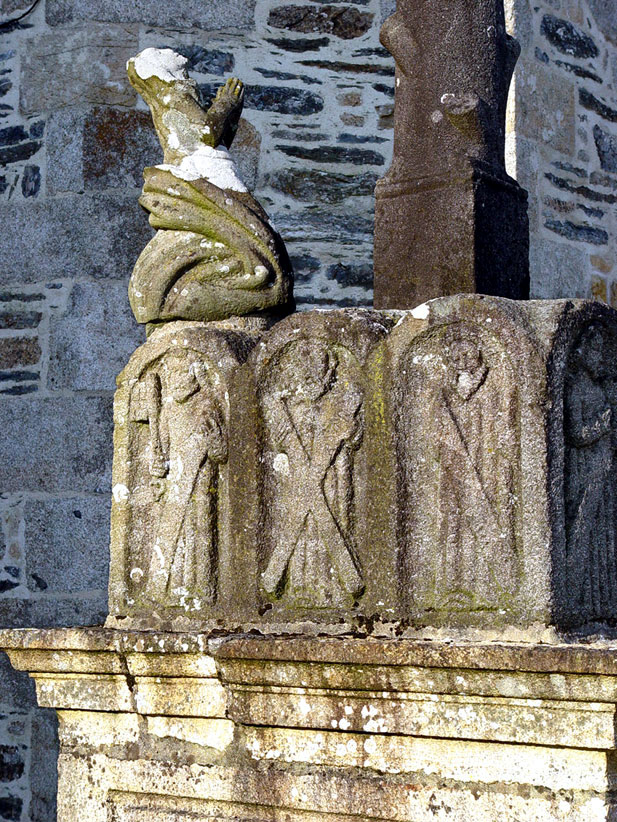
Le Tréhou : un détail du calvaire de l'enclos paroissial (sainte Marie-Madeleine).

- Le Monument aux morts de 1914-1918.